# EHF Champions League der Frauen 2007/08
An der Champions League Saison 2007/08 nahmen insgesamt 28 Handball-Vereinsmannschaften teil, wovon 16 in die Gruppenphase einzogen. Es war die 48. Austragung der EHF Champions League bzw. des Europapokals der Landesmeister. Der Titelverteidiger war Slagelse DT.

## Modus
Von den 28 Mannschaften erreichten 16 die erste Gruppenphase. Die ersten zwei jeder Gruppe gelangten in die zweite Gruppenphase, bei der sie in zwei Gruppen spielten. Die ersten beiden dieser Gruppen spielten dann das Halbfinale im K.-o.-System. Alle Anwurfzeiten richteten sich nach dem Heimspielort (Zeitzonen).

## Qualifikation 1

### Gruppen
| Gruppe A                 | Gruppe B                |
| ------------------------ | ----------------------- |
| BNTU-Belas Woblast Minsk | ŽRK Aranđelovac         |
| Edilcinque Sassari       | Milli Piyango SK        |
| SPES Kefalovrisos        | IK Sävehof              |
| UMF Stjarnan             | Van der Voort – Quintus |

### Gruppe A
| Datum                        |                          | Ergebnis          |                          |
| ---------------------------- | ------------------------ | ----------------- | ------------------------ |
| 7. September 2007, 17:00 Uhr | BNTU-Belas Woblast Minsk | 27 : 20 (15 : 09) | SPES Kefalovrisos        |
| 7. September 2007, 19:30 Uhr | Edilcinque Sassari       | 24 : 33 (12 : 19) | UMF Stjarnan             |
| 8. September 2007, 17:00 Uhr | UMF Stjarnan             | 28 : 24 (15 : 12) | BNTU-Belas Woblast Minsk |
| 8. September 2007, 19:30 Uhr | SPES Kefalovrisos        | 20 : 38 (07 : 20) | Edilcinque Sassari       |
| 9. September 2007, 17:00 Uhr | UMF Stjarnan             | 38 : 21 (19 : 10) | SPES Kefalovrisos        |
| 9. September 2007, 19:00 Uhr | Edilcinque Sassari       | 24 : 27 (13 : 14) | BNTU-Belas Woblast Minsk |

### Gruppe B
| Datum                        |                         | Ergebnis          |                         |
| ---------------------------- | ----------------------- | ----------------- | ----------------------- |
| 7. September 2007, 18:00 Uhr | Milli Piyango SK        | 32 : 33 (16 : 15) | IK Sävehof              |
| 7. September 2007, 20:30 Uhr | Van der Voort – Quintus | 18 : 21 (10 : 12) | ŽRK Aranđelovac         |
| 8. September 2007, 13:30 Uhr | ŽRK Aranđelovac         | 28 : 36 (11 : 15) | Milli Piyango SK        |
| 8. September 2007, 16:00 Uhr | IK Sävehof              | 25 : 23 (11 : 13) | Van der Voort – Quintus |
| 9. September 2007, 13:30 Uhr | ŽRK Aranđelovac         | 22 : 34 (07 : 17) | IK Sävehof              |
| 9. September 2007, 16:00 Uhr | Van der Voort – Quintus | 28 : 42 (12 : 20) | Milli Piyango SK        |

## Qualifikation 2

### Gruppen
| Gruppe A                 | Gruppe B          | Gruppe C                 | Gruppe D          |
| ------------------------ | ----------------- | ------------------------ | ----------------- |
| Győri ETO KC             | Aalborg DH        | CS Râmnicu Vâlcea        | GK Lada Toljatti  |
| HK Iuventa Michalovce    | AC Patras         | Byasen HB Elite          | SPR Lublin        |
| HB Metz Moselle Lorraine | HK Saporischschja | BNTU-Belas Woblast Minsk | Balonmano Sagunto |
| UMF Stjarnan             | IK Sävehof        | Madeira Andebol SAD      | Milli Piyango SK  |

### Gruppe A
| Datum                         |                          | Ergebnis          |                          |
| ----------------------------- | ------------------------ | ----------------- | ------------------------ |
| 28. September 2007, 16:00 Uhr | HB Metz Moselle Lorraine | 22 : 23 (06 : 11) | UMF Stjarnan             |
| 28. September 2007, 18:00 Uhr | Győri ETO KC             | 42 : 27 (22 : 10) | HK Iuventa Michalovce    |
| 29. September 2007, 16:00 Uhr | HK Iuventa Michalovce    | 26 : 33 (13 : 15) | HB Metz Moselle Lorraine |
| 29. September 2007, 18:00 Uhr | UMF Stjarnan             | 20 : 33 (07 : 12) | Győri ETO KC             |
| 30. September 2007, 16:00 Uhr | HK Iuventa Michalovce    | 37 : 30 (18 : 17) | UMF Stjarnan             |
| 30. September 2007, 18:00 Uhr | Győri ETO KC             | 30 : 27 (15 : 12) | HB Metz Moselle Lorraine |

### Gruppe B
| Datum                         |                   | Ergebnis          |                   |
| ----------------------------- | ----------------- | ----------------- | ----------------- |
| 28. September 2007, 11:45 Uhr | Aalborg DH        | 35 : 25 (15 : 10) | AC Patras         |
| 28. September 2007, 14:00 Uhr | HK Saporischschja | 26 : 23 (09 : 10) | IK Sävehof        |
| 29. September 2007, 17:00 Uhr | IK Sävehof        | 32 : 26 (17 : 11) | Aalborg DH        |
| 29. September 2007, 19:00 Uhr | AC Patras         | 22 : 30 (08 : 15) | HK Saporischschja |
| 30. September 2007, 16:50 Uhr | Aalborg DH        | 23 : 22 (13 : 08) | HK Saporischschja |
| 30. September 2007, 19:00 Uhr | AC Patras         | 22 : 27 (10 : 13) | IK Sävehof        |

### Gruppe C
| Datum                         |                          | Ergebnis          |                          |
| ----------------------------- | ------------------------ | ----------------- | ------------------------ |
| 28. September 2007, 16:30 Uhr | Byasen HB Elite          | 33 : 15 (19 : 07) | BNTU-Belas Woblast Minsk |
| 28. September 2007, 19:00 Uhr | CS Râmnicu Vâlcea        | 35 : 20 (20 : 10) | Madeira Andebol SAD      |
| 29. September 2007, 16:30 Uhr | Madeira Andebol SAD      | 24 : 37 (11 : 16) | Byasen HB Elite          |
| 29. September 2007, 19:00 Uhr | BNTU-Belas Woblast Minsk | 13 : 39 (06 : 18) | CS Râmnicu Vâlcea        |
| 30. September 2007, 14:30 Uhr | Madeira Andebol SAD      | 26 : 30 (10 : 12) | BNTU-Belas Woblast Minsk |
| 30. September 2007, 16:30 Uhr | CS Râmnicu Vâlcea        | 30 : 22 (15 : 12) | Byasen HB Elite          |

### Gruppe D
| Datum                         |                   | Ergebnis          |                   |
| ----------------------------- | ----------------- | ----------------- | ----------------- |
| 28. September 2007, 17:30 Uhr | GK Lada Toljatti  | 34 : 21 (16 : 13) | SPR Lublin        |
| 28. September 2007, 20:30 Uhr | Balonmano Sagunto | 44 : 27 (22 : 17) | Milli Piyango SK  |
| 29. September 2007, 14:15 Uhr | SPR Lublin        | 27 : 26 (15 : 17) | Balonmano Sagunto |
| 29. September 2007, 16:45 Uhr | Milli Piyango SK  | 19 : 35 (14 : 16) | GK Lada Toljatti  |
| 30. September 2007, 16:15 Uhr | GK Lada Toljatti  | 33 : 24 (18 : 07) | Balonmano Sagunto |
| 30. September 2007, 18:45 Uhr | SPR Lublin        | 38 : 32 (22 : 15) | Milli Piyango SK  |

## Gruppenphase

### Gruppen
| Gruppe A       | Gruppe B          | Gruppe C              | Gruppe D                  |
| -------------- | ----------------- | --------------------- | ------------------------- |
| CBM Ribarroja  | 1. FC Nürnberg    | HC Gjorce Petrov      | FTC Budapest              |
| Győri ETO KC   | IK Sävehof        | GK Lada Toljatti      | CS Oltchim Râmnicu Vâlcea |
| Slagelse DT    | RK Ljubljana      | Hypo Niederösterreich | Viborg HK                 |
| ŽRK Koprivnica | Swesda Swenigorod | Larvik HK             | ŽRK Budućnost Podgorica   |

### Gruppe A
| Datum                        |                | Ergebnis          |                |
| ---------------------------- | -------------- | ----------------- | -------------- |
| 27. Oktober 2007, 16:15 Uhr  | Győri ETO KC   | 24 : 17 (12 : 11) | Slagelse DT    |
| 28. Oktober 2007, 17:45 Uhr  | ŽRK Koprivnica | 32 : 27 (14 : 16) | CBM Ribarroja  |
| 3. November 2007, 16:15 Uhr  | Slagelse DT    | 27 : 19 (14 : 8)  | ŽRK Koprivnica |
| 3. November 2007, 16:30 Uhr  | CBM Ribarroja  | 28 : 31 (13 : 18) | Győri ETO KC   |
| 10. November 2007, 14:15 Uhr | Győri ETO KC   | 34 : 29 (18 : 13) | ŽRK Koprivnica |
| 10. November 2007, 16:30 Uhr | CBM Ribarroja  | 20 : 34 (8 : 21)  | Slagelse DT    |
| 17. November 2007, 16:30 Uhr | ŽRK Koprivnica | 22 : 28 (13 : 15) | Slagelse DT    |
| 18. November 2007, 15:15 Uhr | Győri ETO KC   | 32 : 24 (19 : 8)  | CBM Ribarroja  |
| 5. Januar 2008, 16:15 Uhr    | Slagelse DT    | 20 : 24 (8 : 10)  | Győri ETO KC   |
| 5. Januar 2008, 16:15 Uhr    | CBM Ribarroja  | 26 : 38 (9 : 19)  | ŽRK Koprivnica |
| 12. Januar 2008, 16:15 Uhr   | Slagelse DT    | 26 : 24 (11 : 11) | CBM Ribarroja  |
| 13. Januar 2008, 17:00 Uhr   | ŽRK Koprivnica | 33 : 40 (12 : 21) | Győri ETO KC   |

### Gruppe B
| Datum                        |                   | Ergebnis          |                   |
| ---------------------------- | ----------------- | ----------------- | ----------------- |
| 27. Oktober 2007, 17:40 Uhr  | IK Sävehof        | 30 : 31 (14 : 17) | RK Ljubljana      |
| 27. Oktober 2007, 19:00 Uhr  | 1. FC Nürnberg    | 27 : 27 (15 : 16) | Swesda Swenigorod |
| 2. November 2007, 17:00 Uhr  | Swesda Swenigorod | 36 : 30 (15 : 14) | IK Sävehof        |
| 3. November 2007, 17:15 Uhr  | RK Ljubljana      | 30 : 31 (16 : 14) | 1. FC Nürnberg    |
| 9. November 2007, 17:00 Uhr  | Swesda Swenigorod | 36 : 31 (22 : 07) | RK Ljubljana      |
| 11. November 2007, 18:10 Uhr | IK Sävehof        | 36 : 34 (17 : 13) | 1. FC Nürnberg    |
| 18. November 2007, 15:10 Uhr | IK Sävehof        | 26 : 34 (12 : 17) | Swesda Swenigorod |
| 18. November 2007, 15:30 Uhr | 1. FC Nürnberg    | 26 : 24 (15 : 13) | RK Ljubljana      |
| 4. Januar 2008, 17:00 Uhr    | Swesda Swenigorod | 35 : 29 (18 : 13) | 1. FC Nürnberg    |
| 5. Januar 2008, 17:15 Uhr    | RK Ljubljana      | 24 : 24 (13 : 13) | IK Sävehof        |
| 12. Januar 2008, 17:15 Uhr   | RK Ljubljana      | 35 : 33 (16 : 17) | Swesda Swenigorod |
| 12. Januar 2008, 19:00 Uhr   | 1. FC Nürnberg    | 32 : 26 (15 : 18) | IK Sävehof        |

### Gruppe C
| Datum                        |                       | Ergebnis          |                       |
| ---------------------------- | --------------------- | ----------------- | --------------------- |
| 25. Oktober 2007, 19:00 Uhr  | Larvik HK             | 27 : 24 (12 : 12) | HC Gjorce Petrov      |
| 27. Oktober 2007, 17:00 Uhr  | GK Lada Toljatti      | 28 : 30 (11 : 15) | Hypo Niederösterreich |
| 2. November 2007, 17:45 Uhr  | HC Gjorce Petrov      | 25 : 29 (13 : 14) | GK Lada Toljatti      |
| 3. November 2007, 20:22 Uhr  | Hypo Niederösterreich | 31 : 27 (18 : 12) | Larvik HK             |
| 9. Oktober 2007, 17:45 Uhr   | HC Gjorce Petrov      | 24 : 27 (11 : 15) | Hypo Niederösterreich |
| 10. Oktober 2007, 17:00 Uhr  | GK Lada Toljatti      | 35 : 25 (17 : 12) | Larvik HK             |
| 17. November 2007, 17:00 Uhr | GK Lada Toljatti      | 27 : 24 (12 : 13) | HC Gjorce Petrov      |
| 18. November 2007, 16:15 Uhr | Larvik HK             | 33 : 34 (18 : 15) | Hypo Niederösterreich |
| 4. Januar 2007, 20:22 Uhr    | Hypo Niederösterreich | 35 : 30 (16 : 14) | GK Lada Toljatti      |
| 5. Januar 2007, 17:45 Uhr    | HC Gjorce Petrov      | 27 : 25 (14 : 14) | Larvik HK             |
| 11. Januar 2007, 20:22 Uhr   | Hypo Niederösterreich | 34 : 24 (20 : 07) | HC Gjorce Petrov      |
| 13. Januar 2007, 16:15 Uhr   | Larvik HK             | 29 : 28 (16 : 14) | GK Lada Toljatti      |

### Gruppe D
| Datum                        |                         | Ergebnis          |                         |
| ---------------------------- | ----------------------- | ----------------- | ----------------------- |
| 27. Oktober 2007, 20:00 Uhr  | ŽRK Budućnost Podgorica | 22 : 19 (11 : 09) | FTC Budapest            |
| 28. Oktober 2007, 16:50 Uhr  | CS Râmnicu Vâlcea       | 33 : 30 (18 : 15) | Viborg HK               |
| 4. November 2007, 15:50 Uhr  | Viborg HK               | 36 : 29 (20 : 19) | ŽRK Budućnost Podgorica |
| 4. November 2007, 17:15 Uhr  | FTC Budapest            | 22 : 32 (11 : 13) | CS Râmnicu Vâlcea       |
| 9. November 2007, 19:30 Uhr  | CS Râmnicu Vâlcea       | 35 : 22 (15 : 11) | ŽRK Budućnost Podgorica |
| 11. November 2007, 15:30 Uhr | FTC Budapest            | 30 : 37 (14 : 18) | Viborg HK               |
| 16. November 2007, 19:30 Uhr | CS Râmnicu Vâlcea       | 34 : 28 (18 : 09) | FTC Budapest            |
| 16. November 2007, 20:00 Uhr | ŽRK Budućnost Podgorica | 31 : 31 (17 : 16) | Viborg HK               |
| 2. Januar 2008, 21:30 Uhr    | Viborg HK               | 29 : 31 (16 : 20) | CS Râmnicu Vâlcea       |
| 6. Januar 2008, 17:15 Uhr    | FTC Budapest            | 36 : 28 (15 : 12) | ŽRK Budućnost Podgorica |
| 11. Januar 2008, 20:00 Uhr   | ŽRK Budućnost Podgorica | 21 : 32 (12 : 10) | CS Râmnicu Vâlcea       |
| 13. Januar 2008, 15:50 Uhr   | Viborg HK               | 39 : 30 (20 : 11) | FTC Budapest            |

## Hauptrunde

### Gruppen
| Gruppe A                  | Gruppe B              |
| ------------------------- | --------------------- |
| 1. FC Nürnberg            | Hypo Niederösterreich |
| CS Oltchim Râmnicu Vâlcea | Slagelse DT           |
| Győri ETO KC              | Viborg HK             |
| GK Lada Toljatti          | Swesda Swenigorod     |

### Gruppe A
| Datum                       |                   | Ergebnis          |                   |
| --------------------------- | ----------------- | ----------------- | ----------------- |
| 8. Februar 2008, 18:30 Uhr  | 1. FC Nürnberg    | 28 : 28 (15 : 15) | CS Râmnicu Vâlcea |
| 9. Februar 2008, 19:05 Uhr  | GK Lada Toljatti  | 22 : 28 (12 : 12) | Győri ETO KC      |
| 15. Februar 2008, 20:00 Uhr | CS Râmnicu Vâlcea | 35 : 26 (16 : 12) | GK Lada Toljatti  |
| 16. Februar 2008, 16:15 Uhr | Győri ETO KC      | 30 : 25 (17 : 11) | 1. FC Nürnberg    |
| 23. Februar 2008, 19:00 Uhr | 1. FC Nürnberg    | 31 : 39 (20 : 22) | GK Lada Toljatti  |
| 24. Februar 2008, 16:15 Uhr | Győri ETO KC      | 30 : 27 (16 : 13) | CS Râmnicu Vâlcea |
| 1. März 2008, 16:05 Uhr     | 1. FC Nürnberg    | 25 : 36 (13 : 18) | Győri ETO KC      |
| 1. März 2008, 19:00 Uhr     | GK Lada Toljatti  | 30 : 27 (16 : 14) | CS Râmnicu Vâlcea |
| 7. März 2008, 19:00 Uhr     | CS Râmnicu Vâlcea | 39 : 27 (23 : 09) | 1. FC Nürnberg    |
| 9. März 2008, 16:15 Uhr     | Győri ETO KC      | 33 : 34 (17 : 18) | GK Lada Toljatti  |
| 15. März 2008, 17:00 Uhr    | GK Lada Toljatti  | 28 : 27 (15 : 12) | 1. FC Nürnberg    |
| 15. März 2008, 19:30 Uhr    | CS Râmnicu Vâlcea | 32 : 27 (17 : 13) | Győri ETO KC      |

### Gruppe B
| Datum                       |                       | Ergebnis          |                       |
| --------------------------- | --------------------- | ----------------- | --------------------- |
| 9. Februar 2008, 14:20 Uhr  | Slagelse DT           | 21 : 31 (11 : 15) | Hypo Niederösterreich |
| 9. Februar 2008, 21:30 Uhr  | Viborg HK             | 31 : 29 (14 : 13) | Swesda Swenigorod     |
| 14. Februar 2008, 17:30 Uhr | Swesda Swenigorod     | 39 : 24 (20 : 13) | Slagelse DT           |
| 17. Februar 2008, 15:50 Uhr | Hypo Niederösterreich | 32 : 30 (15 : 11) | Viborg HK             |
| 22. Februar 2008, 17:00 Uhr | Swesda Swenigorod     | 29 : 33 (15 : 19) | Hypo Niederösterreich |
| 23. Februar 2008, 14:20 Uhr | Slagelse DT           | 12 : 22 (7 : 12)  | Viborg HK             |
| 1. März 2008, 14:20 Uhr     | Slagelse DT           | 20 : 27 (09 : 16) | Swesda Swenigorod     |
| 1. März 2008, 21:30 Uhr     | Viborg HK             | 27 : 32 (11 : 13) | Hypo Niederösterreich |
| 8. März 2008, 20:15 Uhr     | Hypo Niederösterreich | 30 : 20 (17 : 12) | Slagelse DT           |
| 9. März 2008, 16:45 Uhr     | Swesda Swenigorod     | 37 : 32 (19 : 19) | Viborg HK             |
| 15. März 2008, 20:15 Uhr    | Hypo Niederösterreich | 32 : 26 (18 : 14) | Swesda Swenigorod     |
| 15. März 2008, 21:30 Uhr    | Viborg HK             | 31 : 22 (15 : 11) | Slagelse DT           |

## Halbfinale
Die Hinspiele fanden am 20. April 2008 statt. Die Rückspiele fanden am 26./27. April 2008 statt.
| Mannschaft 1      | Mannschaft 2          | Hinspiel          | Rückspiel         | Gesamt  |
| ----------------- | --------------------- | ----------------- | ----------------- | ------- |
| Swesda Swenigorod | Győri ETO KC          | 23 : 25 (11 : 10) | 27 : 21 (15 : 11) | 50 : 46 |
| GK Lada Toljatti  | Hypo Niederösterreich | 31 : 28 (17 : 14) | 29 : 36 (12 : 20) | 60 : 64 |

## Finale
Das Hinspiel fand am 17. Mai 2008 statt. Das Rückspiel fand am 24. Mai 2008 statt.
| Mannschaft 1      | Mannschaft 2          | Hinspiel          | Rückspiel         | Gesamt  |
| ----------------- | --------------------- | ----------------- | ----------------- | ------- |
| Swesda Swenigorod | Hypo Niederösterreich | 25 : 24 (10 : 15) | 31 : 29 (15 : 15) | 56 : 53 |

## Statistiken

### Torschützenliste
| Rang | Spielerin               | Mannschaft            | Tore |
| ---- | ----------------------- | --------------------- | ---- |
| 01.  | Tímea Tóth              | Hypo Niederösterreich | 127  |
| 02.  | Jelena Poljonowa        | Swesda Swenigorod     | 111  |
| 03.  | Anita Görbicz           | Győri ETO KC          | 102  |
| 04.  | Ljudmila Postnowa       | GK Lada Toljatti      | 93   |
| 05.  | Ramona Maier            | CS Râmnicu Vâlcea     | 87   |
|      | Gorica Aćimović         | Hypo Niederösterreich | 87   |
| 07.  | Aurelia Brădeanu        | Győri ETO KC          | 78   |
| 08.  | Grit Jurack             | Viborg HK             | 74   |
| 09.  | Jekaterina Andrjuschina | Swesda Swenigorod     | 73   |
| 10.  | Irina Poltorazkaja      | Swesda Swenigorod     | 71   |